# Maurice Mottard
 (février 2017).
Si vous disposez d'ouvrages ou d'articles de référence ou si vous connaissez des sites web de qualité traitant du thème abordé ici, merci de compléter l'article en donnant les références utiles à sa vérifiabilité et en les liant à la section « Notes et références ».
Pour les articles homonymes, voir Mottard.
Maurice Mottard, né le 2 août 1951 à Ougrée, est un homme politique socialiste belge et militant wallon. Il est le fils de l'homme politique Gilbert Mottard, dernier bourgmestre de Hollogne-aux-Pierres et gouverneur de la province de Liège de 1971 à 1990.

## Biographie
Membre du Parti socialiste, son arrière grand-père était déjà candidat conseiller communal socialiste en 1926 au POB. Maurice Mottard est gérant d'une agence du Crédit communal.[réf. nécessaire]

## Parcours politique
Maurice Mottard, prête serment le 19 septembre 2012 pour la circonscription de Liège, en remplacement de Michel Daerden, mort le 5 août 2012. 

### Mandats
- 1983 - : Conseiller communal à Grâce-Hollogne ;
  - 1983 à 1988 : échevin de l'Aménagement et de l'Entretien du territoire ;
  - 1989 à 1994 : échevin des finances et du budget ;
  - Depuis 1995 : bourgmestre [1].
- Député de la Communauté française de juillet 2010 à décembre 2011[2] et depuis septembre 2012[3] ;
- Député wallon :
  - de juillet 2010 à décembre 2011[4] et de septembre 2012 au 3 décembre 2018[5].

Maurice Mottard exerce divers mandats dans plusieurs intercommunales.
Il est, en 2011, administrateur auprès des sociétés suivantes :
- SLGH S.C.R.L. (Société du Logement de Grâce-Hollogne) ;
- Liège Airport S.A. ;
- Inter-Régies (électricité, gaz naturel, câble) ;
- Publipart S.A. ;
- SOCOFE S.A. (énergie, environnement, eau) ;
- SORASI S.A. (Société de rénovation et d'assainissement des sites industriels, filiale de la. SPI+ et de Meusinvest).
- Le 15 mai 2021, il est officiellement exclu du Parti Socialiste.